# Totmes (syn Amenhotepa III)
Totmes – najstarszy syn faraona Amenhotepa III i królowej Teje, brat Echnatona wywodzący się z XVIII dynastii. Umarł prawdopodobnie przed rozpoczęciem rządów Echnatona, który jako jego młodszy brat przejął jego prawa do egipskiego tronu. 

## Życie
Tutmozis był najwyższym kapłanem boga Ptaha w Memfis. Jego pełna tytulatura jest znana z zachowanego do naszych czasów sarkofagu jego kota i brzmi: „Syn króla i królowej, następca tronu, zarządca kapłanów Dolnego i Górnego Egiptu, wielki kapłan Ptaha w Memfis”. Jedyne znane wyobrażenie księcia Tutmozisa znajduje się w Luwrze i jest wyrzeźbione na wapiennej płytce. Inskrypcja wyryta na jej odwrocie brzmi:
„...syn królewski, najwyższy kapłan Tutmozis; Jam jest sługą szlachetnego boga, jego czcicielem; Jam wzniósł jego posągi we wschodniej nekropoli.”
Tutmozis znika nieoczekiwanie z kronik i inskrypcji, a jedyna wiadomość o jego losie pochodzi z jednego z listów z Amarny napisanego przez księcia Karkemisz i zawierające kondolencje wobec jego ojca. List ten pochodzi z trzeciej dekady rządów Amenhotepa III. Na jego miejsce następcą tronu został jego brat Amenhotep znany później pod imieniem Echnatona.

## Imię
Tutmozis, czyli „umiłowany przez Thot”a, lub „Thot się narodził” - w zapisie hieroglificznym to: 
| T3 | I10 · Z9 | M23 | G39 | Z1 | \| \| | S29 | G17 | G26 | F31 | S29 | P8 | P11 |
|    |          |     |     |    |       |     |     |     |     |     |    |     |

|  |